# K-549 Knjaz Vladimir
K-549 Knjaz Vladimir (rusko АПЛ Князь Владимир) je strateška jedrska podmornica razreda Borej-A Ruske vojne mornarice. Poimenovana je po velikem knezu kijevske Rusije Vladimirju I. Njen gredelj je bil položen 30. julija 2012, splavljena je bila 17. novembra 2017, pristaniška preizkušanja pa so se začela konec novembra 2018. Projekt je razvil konstruktorski biro Rubin, glavni konstruktor pa je bil Vladimir Anatoljevič Zdornov. Je prva podmornica posodobljenega razreda Borej-A, ki se od osnovnega razreda razlikuje po velikih strukturnih spremembah, manjši hrupnosti in posodobljeni komunikacijski opremi. Kljub napovedanemu povečanju oborožitve s 16 na 20 raket Bulava, nosi posodobljen razred enako število raket kot osnovni.
Knjaz Vladimir je bil predan Ruski vojni mornarici 12. junija 2020 in je del 31. divizije podmornic v Gadžijevem.
26. marca 2021 je podmornicam Severne flote v okviru vaje Umka-2021 uspel unikatni dosežek, saj so v Arktičnem oceanu na površino hkrati izplule tri jedrske podmornice, Knjaz Vladimir, Tula in Podmoskovje. S torpedi so razbile 1,5 m debel leden pokrov in z izjemno natančnostjo izplule v krogu s polmerom 300 m. To je prvi tovrsten podvig v zgodovini Sovjetske in Ruske vojne mornarice.